# Karpivka, Rozdilna
Karpivka (în ucraineană Карпівка) este un sat în comuna Rozdilna din raionul Rozdilna, regiunea Odesa, Ucraina.

## Demografie
Componența lingvistică a localității Karpivka
     Ucraineană (59,01%)
     Română (21,74%)
     Rusă (4,97%)
Conform recensământului din 2001, majoritatea populației localității Karpivka era vorbitoare de ucraineană (59,01%), existând în minoritate și vorbitori de română (21,74%), armeană (13,66%) și rusă (4,97%).